# L'invulnerabile
L'invulnerabile (titolo originale Immune to Murder), pubblicato in Italia anche con il titolo Nero Wolfe, il pranzo è servito, e Una trota per Nero Wolfe, è la ventiquattresima novella gialla di Rex Stout con Nero Wolfe protagonista.

## Storia editoriale
Il racconto fu pubblicato per la prima volta nel numero di novembre 1955 sulla rivista The American Magazine e in formato libro nella raccolta Three for the Chair nel 1957.

## Trama
Nero Wolfe accetta l'invito dello stato e viaggia sino ai monti Adirondack per cucinare trote ad un ambasciatore; si ritroverà impelagato nell'assassinio di un funzionario del Dipartimento di Stato. Il movente dell'omicidio potrebbe essere legato ai negoziati che due grossi magnati del petrolio stavano intrattenendo con il paese dell'ambasciatore in questione per i diritti di sfruttamento di alcuni giacimenti.

### Personaggi principali
- Nero Wolfe: investigatore privato
- Archie Goodwin: assistente di Nero Wolfe e narratore di tutte le storie
- Nathaniel Parker: avvocato di Wolfe
- O. V. Bragan: magnate del petrolio
- Nicholas Papps: finanziere
- Theodore Kelefy: ambasciatore
- Adria Kelefy: moglie di Theodore
- David M. Leeson: del Dipartimento di Stato
- Sally Leeson: moglie di David
- James Arthur Ferris: del Consorzio Universal
- Jasper Colvin: procuratore distrettuale
- Herman Jessel: procuratore generale
- Nare Dell: sceriffo

## Critica
"Wolfe si dedica a risolvere l'omicidio quasi per una ripicca dispettosa, perché l'assassino lo ha involontariamente insultato. Nessuno dei personaggi è particolarmente simpatico o interessante. Una volta che l'indizio chiave è rivelato, la maggior parte dei lettori probabilmente individuerà l'assassino."
"Immune to Murder mostra l'abilità di Stout come esperto narratore. [...] La storia ha caratterizzazioni vivide. Stranamente, un vantaggio della sua prospettiva internazionale è che aiuta a inserire nella trama persone molto diverse tra loro. I funzionari del Dipartimento di Stato sono diversi dai magnati del petrolio, che sono diversi da diplomatici stranieri, che non sono la polizia locale. Questo è un cast di personaggi più vario delle storie di Stout dove tutti lavorano per la stessa azienda. [...] Immune to Murder ha un elaborato paesaggio fluviale come parte della trama. I paesaggi non sono comuni nei lavori di Stout, ma qui dimostra di saperli trattare bene."

## Edizioni
- Rex Stout, Nero Wolfe in l'invulnerabile, traduzione di Hilia Brinis, collana I romanzi brevi di Rex Stout (n. 9), Arnoldo Mondadori Editore, 1983,  p. 206.
- Rex Stout, Nero Wolfe, il pranzo è servito, La rivista di Ellery Queen, n. 15, Arnoldo Mondadori Editore, 1957,  p. 96.